# Jerzy Tchórzewski

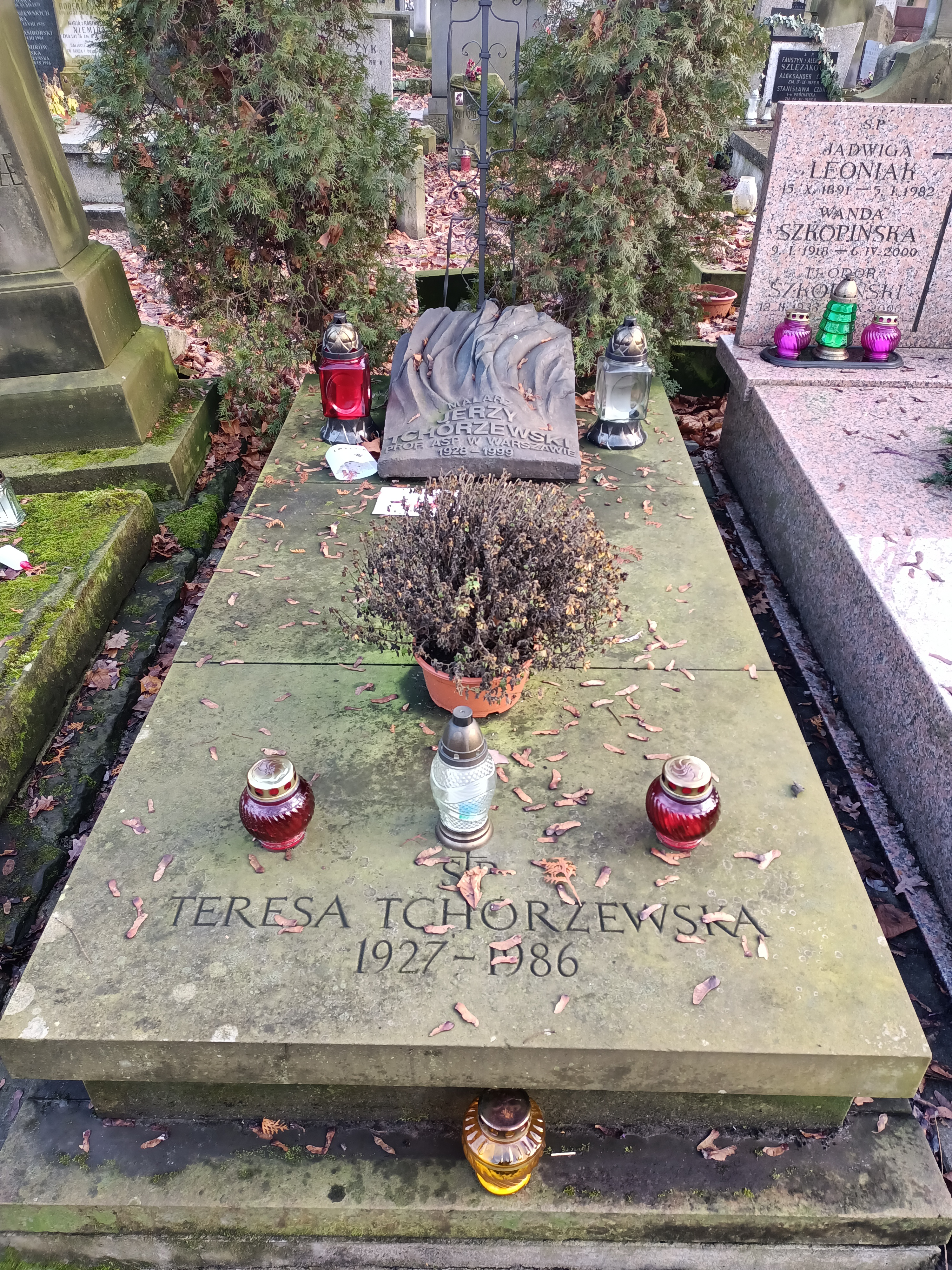
Nagrobek na cmentarzu Powązkowskim

Jerzy Tchórzewski (ur. 24 kwietnia 1928 w Siedlcach, zm. 25 grudnia 1999 w Warszawie) – polski malarz, grafik, poeta.

## Życiorys
Walczył w szeregach Armii Krajowej (1943–1944). Studiował malarstwo w latach 1946–1951 w Akademii Sztuk Pięknych w Krakowie. W okresie studiów związał się ze środowiskiem Grupy Krakowskiej II. Uczestniczył w I Wystawie Sztuki Nowoczesnej w Krakowie (1948/1949). Na Ogólnopolskiej Wystawie Młodej Plastyki w Arsenale (1955) otrzymał nagrodę równorzędną. Do czasu „Arsenału” malował figuratywnie pod wpływem surrealizmu, potem zajął się ekspresyjnym malarstwem abstrakcyjnym.
Po ukończeniu studiów przeniósł się do Warszawy, gdzie w 1954 rozpoczął pracę pedagogiczną w Akademii Sztuk Pięknych. Prowadził pracownię malarstwa na Wydziale Grafiki. W roku 1987 uzyskał tytuł profesora. Przeszedł na emeryturę w 1998 roku.
W 1984 otrzymał Nagrodę im. Jana Cybisa.
Oprócz sztuk plastycznych zajmował się poezją. Zbiór wierszy z lat 1988–1996, pt. „Wieczny początek gwałtownej chwili” ukazał się pośmiertnie w roku 2003. Autor wspomnień: Świadectwo oczu. Wspomnienia z lat 1946–1957, Kraków 2006 i Świadectwo dojrzałości. Wspomnienia z lat 1928–1945, Katowice 2007.
Został pochowany na cmentarzu Powązkowskim w Warszawie (kwatera 294-4-8).